# 仲尼镇
仲尼乡，是中华人民共和国四川省甘孜藏族自治州道孚县下辖的一个乡镇级行政单位。
2020年6月17日，四川省人民政府批复同意撤销仲尼乡，设立仲尼镇，以原仲尼乡和原红顶乡俄古村、向秋村所属行政区域为仲尼镇的行政区域，仲尼镇人民政府驻亚拉坎村1组21号。

## 行政区划
仲尼乡下辖以下地区：
亚中村、教学村、麻中村、贡拖村、亚拉坎村、格孜村和折多村。